# Mięsień przywodziciel krótki
Mięsień przywodziciel krótki (łac. musculus adductor brevis) – w anatomii człowieka trójkątny, gruby mięsień należący do warstwy środkowej grupy przyśrodkowej mięśni uda. Rozpoczyna się na powierzchni przedniej gałęzi dolnej kości łonowej pomiędzy przyczepami mięśnia przywodziciela długiego i mięśnia przywodziciela wielkiego, a kończy się na górnej jednej trzeciej części wargi przyśrodkowej kresy chropawej. Leży na mięśniu przywodzicielu wielkim przykryty przez mięsień grzebieniowy i przywodziciel długi. Na jego przedniej powierzchni biegnie skośnie gałąź przednia nerwu zasłonowego, a na tylnej powierzchni gałąź tylna. Jego ścięgno końcowe zrasta się ze ścięgnami sąsiednich mięśni i zwykle tworzy otwór dla przejścia pierwszej tętnicy przeszywającej.
Unaczyniony jest przez tętnicę zasłonową i tętnice przeszywające pochodzące od tętnicy udowej głębokiej, a unerwiony przez gałąź przednią nerwu zasłonowego.
Główną funkcją mięśnia jest przywodzenie uda, dodatkowo zgina udo i obraca je na zewnątrz. Jego wspólna czynność z mięśniem grzebieniowym i przywodzicielem długim umożliwia założenie nogi na nogę.